# 何武
何武（前1世纪—3年），字君公，西漢蜀郡郫县（今四川省成都郫都區北）人。何武早年學習《周易》，和翟方進為友，出仕後歷任多職，以性情仁厚，嚴守法律，喜於推薦人才著稱，綏和元年，擢升御史大夫（後改大司空），獲封氾鄉侯。漢哀帝年間，何武和師丹、孔光等人擬定限田、限奴婢的方案，遭官僚貴族反對而不了了之。漢哀帝逝世後，舉朝上下皆推薦王莽為大司马，何武與左將軍公孙禄交好，兩人為避免外戚專權，因而相互舉薦，在太后王政君任命王莽為大司馬後，他與公孫祿隨即被彈劾免官。元始三年，王莽權傾朝野，何武遭誣陷與呂寬事件有關而自盡，諡號「剌」，爵位由其子何況襲封，王莽篡位時封國斷絶。

## 生平

### 學詩頌德
汉宣帝時期，天下太平，四方外族歸服，神爵、五鳳年間多次蒙受天降祥瑞，益州刺史王襄派辯士王襃頌揚汉朝的功德，創作〈中和〉、〈樂職〉、〈宣布〉三篇頌詩，何武當時十四、五歲，與成都的楊覆等人一起學習歌唱這些詩。當時，漢宣帝遵循汉武帝的舊例，選拔博學通達才德出眾的士人，在未央宫宣室殿召見何武等人，漢宣帝說：「這是有盛德才做的事，朕哪裡能承受它啊！」任命王襃做待詔，何武等人賜給絲帛罷退，何武到博士那裡拜師學習，研習《周易》，參加射策考試考中甲科而成為郎官，與翟方進是心志相投的好友，光祿勳以質樸、敦厚、遜讓、有行義這四項標準推選官吏，何武因此升任鄠縣县令，後來因觸犯法律被免職歸家。

### 大公無私
何武兄弟五人，都是郡中的官吏，郡縣的人皆敬畏他們，何武的弟弟何顯家有商人戶籍，卻經常不交市租，縣裡因此多次無法完成徵稅任務，檢查時名次落後，負責稅收的市嗇夫求商為此逮捕何顯家的人加以羞辱，何顯大怒，想利用官府公事中傷求商，何武說：「求商這麼做是因為我們家交租賦不比眾人早，執行公務的官吏難道不應該這樣嗎！」何武最終將此事告訴太守，太守因此徵調求商擔任卒史，當地人聽說這件事後皆相當敬佩何武。過了很長一段時間，太僕王音推舉何武為賢良方正，朝廷徵召他擔任參加對策，授官諫大夫，升任揚州刺史，他上奏章檢舉二千石級官吏一定先把彈劾奏章給他們看，認罪的就替他們減除罪狀，最重的處罰不過是免官而已，不認罪的，從重援引法律，按罪定刑，有的甚至定為死罪。
九江郡太守戴圣，治《禮經》而號稱「小戴」，其行事施政多不遵守法令，前任刺史因為他是儒學大師而寬容他，等到何武擔任刺史，巡行所屬監察區審查紀錄囚犯的罪狀，有要複審的案件交給郡裡處理，戴聖說：「後進小輩知道什麼，竟想擾亂別人治理！」最終沒有重新審理案件。何武派从事查出戴聖的罪刑，戴聖感到害怕，主動辭去了官職。後來戴聖成為博士，在朝廷上毀謗何武，何武知道後，始終沒有宣揚戴聖的惡行，其後戴聖兒子的賓客結夥為盜，被抓獲拘禁在廬江，戴聖以為兒子一定會被判死罪，而何武公平判決此案，戴聖的兒子最終沒有被判死，從此以後，戴聖對何武既慚愧又佩服，何武每次到京師奏對，戴聖沒有不登門謝恩的。
何武做刺史，二千石級的官吏有罪，隨時檢舉上報，對其他賢能與不賢能的官吏都一視同仁，因此各郡國都敬重他們的郡守、國相，州中太平，何武巡行所屬郡國一定要先到學校接見學生們，考察他們誦讀講解經書的情況，詢問他們對地方政事得失的看法，然後進入驛舍，拿出記事簿詢問墾種田地的數量，農作物好壞，之後才去會見郡守、國相，這成為他監察工作的常規。
當初，何武做郡吏時，奉事太守何壽，何壽看出何武有宰相之才，又與自己同姓，所以相當厚待他，後來何壽成為大司農，他哥哥的兒子擔任盧江郡长史，某次何武到京師奏事住在揚州在京府邸，何壽哥哥的兒子恰好在长安，何壽備下酒宴請來何武的弟弟何顯與老友楊覆等人，酒喝到暢快時，引薦他哥哥的兒子，說：「這孩子是揚州長史，才能低下，不曾得到賞識提拔。」何顯等人十分慚愧，回來把這事告訴何武，何武說：「刺史就是古代的方伯，由皇上所委任，乃一州的表率啊，職責在於推薦善人罷黜惡人，官吏治理政務成績卓越出眾，百姓有隱居的賢能智士，才應當召見，不能有什麼私下關照。」何顯、楊覆強求他，何武不得已召見了何壽的侄兒，但也只賜給他一杯酒而已，直到年中，廬江郡太守才舉薦何壽的姪子。何武便是如此遵守法令使人忌憚。

### 喜薦人才
何武為刺史五年，進京擔任丞相司直，丞相薛宣敬重他，後來又出任清河郡太守，幾年後，因郡中十分之四以上地區遭受災害獲罪免官，過了很久，大司馬曲陽侯王根推薦何武，徵召他為諫大夫，後升兗州刺史，入京任司隶校尉，又調遷京兆尹，過了兩年，何武推舉方正，他舉薦的人在被召見時盤旋進退行跪拜禮，有關官員認為他的動作譁眾取寵虛偽做作，何武因此獲罪，被貶為楚國內史，後擢升沛郡太守，又入京任廷尉，绥和元年，御史大夫孔光降職為廷尉，何武升任御史大夫，汉成帝準備修治辟雍，改置三公官職，就將原來的御史大夫改為大司空，何武因此改任大司空，封汜鄉侯，食邑一千戶，汜鄉在琅邪郡不再其縣境內，汉哀帝初即位，褒賞大臣，將南陽郡犫縣的博望鄉改為汜鄉侯國，增封食邑一千戶。
何武仁愛寬厚，喜歡推薦人才，鼓勵讚揚別人的優點，做楚國內史時看重兩龔（龔勝、龔舍），任沛郡太守時賞識兩唐（唐林、唐尊），到他成為公卿，就向朝廷推薦他們，這些人能在當時出名，何武出力許多，世人因此稱讚他。不過何武忌恨結黨拉派，考察文職官吏一定找通曉儒學的士人，考察儒學士人一定找文職官吏，用來互相參照驗證。要辟除屬吏，先制定出條例，以防止私下找關係，走門路，何武所任官職也沒有顯赫的名聲，但離去以後往往受人懷念。

### 進言政事
到何武擔任大司空，與丞相翟方進共同奏言：「過去諸侯王審判案件處理政事，內史掌管刑獄事宜，國相總領綱紀輔佐諸侯王，中尉防備盜賊，現在諸侯王不審理案件不參與政事，取消中尉的官職，職責合併到內史。朝廷任命郡國的太守、國相，是要用他們來統一信義，安撫百姓。現在內史官位低而權力大，權威與職位不相稱，不能統領職高位尊的人，難以進行治理，臣等建議，國相的職權如同太守，內史的職權如同都尉，以便理順尊卑秩序，平衡職位與權力的輕重。」皇上批示說：「可以。」以內史為中尉，當初何武任九卿的時候，上奏說應設置三公的官位，又與翟方進聯名請求取消刺史，改設州牧，後來又恢復舊制，只有內史的事施行了。
何武上書的奏章極多，輿論因此說他繁雜瑣碎，不能稱為賢能之人，他的功績聲名大致與薛宣相似，雖然才能不如他，但經學和正直則超過薛宣。何武的後母住在原籍，他派屬吏回去迎接，正巧碰上漢成帝駕崩，屬吏害怕道路上有強盜，就讓後母留在家鄉，皇帝的近臣中有人譴責何武侍奉母親不忠厚，漢哀帝也想改換大臣，於是頒下策書罷免何武說：「您提出的措施繁雜苛細，不合眾人的心意，孝順的聲名沒有聽聞，壞名聲卻到處流傳，無法作為四方的表率，上繳大司空的印綬，免官遣回封國。」過了五年，諫大夫鮑宣多次申訴說冤枉了何武，漢哀帝感悟於丞相王嘉的奏對，且高安侯董贤也推薦何武，何武因此於元壽元年再次被徵召擔任御史大夫，過了一個多月，改任前将军。

### 相互推舉
在此之前，新都侯王莽回歸封國，過了幾年，漢哀帝因為太皇太后王政君的緣故徵召王莽返回京師，王莽的堂弟成都侯王邑任侍中，假稱太皇太后的旨意報告漢哀帝，替王莽請求特進、給事中的官職，漢哀帝又向太皇太后請示，事情敗露，太后替王邑謝罪，漢哀帝因為太后的緣故不忍殺他，降調王邑為西河屬國都尉，削減食邑一千戶。後來詔令舉薦太常，王莽私下求何武推薦他，而何武不敢舉薦，過了幾個月，漢哀帝駕崩，太后當日即召王莽入宮，收回大司马董賢的印綬，命令有關官員推薦適合擔任大司馬的人，王莽原本擔任大司馬，此前因迴避丁氏、傅氏辭去官位，眾人稱讚，認為他賢明，又是太后的近親，自大司徒孔光以下滿朝文武都推舉王莽。
何武當時擔任前將軍，平日與左將軍公孙禄交好，兩人單獨謀劃，認為從前汉惠帝、汉昭帝兩名年幼的皇帝在位時，外戚呂氏、霍氏把持朝政，幾乎傾覆了國家，現在漢成帝、漢哀帝連續兩代沒有繼承人，正應當挑選任命宗室親近的大臣輔佐幼主，不應讓異姓大臣主持政權，外戚和異姓相雜，才能替國家謀求福利。於是何武推舉公孫祿可以擔任大司馬，而公孫祿也推舉何武，太后最終自己任命王莽擔任大司馬，隨後王莽暗示有司上奏彈劾何武、公孫祿互相稱譽薦舉，二人因此皆被免官。

### 受誣自盡
何武回到封國後，王莽的權勢日漸強盛，當上宰衡，暗中誅殺不依附自己的人，元始三年，呂寬事件發生，當時大司空甄豐秉承王莽暗示的旨意，派遣使者乘驛車察辦呂寬的同黨，藉此牽連那些王莽所要誅殺的人，包括上党郡的鮑宣，南陽郡的彭偉、杜公子在內，郡國豪傑獲罪而死的有幾百人，何武也在被誣陷之列，大理正用檻車徵召何武，何武因此自殺。眾人大多認為何武是被冤枉的，王莽想平息眾人的不滿情緒，於是讓何武的兒子何況繼承侯爵爵位，議定何武的谥号為「剌」，王莽篡位後，罷免何況為庶人。

## 評價
- 黃震：持心仁厚，立朝正直，賊莽惡其害己而殺之，哀哉[3]。
- 王夫之：何武以忤王莽而死，可以為社稷之臣乎？未也。武與公孫祿謀云：「呂、霍、上官幾危社稷，不宜外戚大臣持權。」此漢室存亡之紐也。乃當其時，內而元后為伏莽之戎，外而孔光為翼戴之姦，武僅以孤立之勢撲始然之火，既處於不敵之數矣。國之安危，身之生死，徒藉於一言，而言非可恃也，所恃者浩然之氣勝之耳。公孫祿豈可終保者哉？而與之更相稱說，武舉祿，祿即舉武，標榜以示私，授巨姦以朋黨之譏，則氣先餒而惡足以勝之！祿惟詭隨，乃以幸免；武不欲為祿之詭隨矣，則足以殺其軀而已矣。心不可質鬼神，道不可服小人，出沒於寵辱之中，而欲援己傾之天下，以水濺沸膏，欲息其燄而燄愈烈，非直亡身，國因以喪，悲夫[4]。

## 延伸閱讀
[在维基数据编辑]
 《漢書/卷086》，出自班固《漢書》

| 前任： 孔光         | 西汉御史大夫 前8年－前8年 | 繼任： 改為大司空 |
| 前任： 由御史大夫改 | 西汉大司空 前8年－前7年   | 繼任： 师丹       |
| 前任： 孔光         | 西汉御史大夫 前2年        | 繼任： 彭宣       |